# Roc du Chauve
Le roc du Chauve est un sommet des monts du Cantal dans le Massif central.

## Géographie
Le roc du Chauve est situé sur une ligne de crête entre le Courpou Sauvage et l'Élancèze, entre les communes de Mandailles-Saint-Julien et de Thiézac.

## Activités

### Protection environnementale
Le sommet est inclus dans la ZNIEFF de type 2 « Monts du Cantal ».

### Randonnée
Le sommet est accessible en suivant un sentier de randonnée depuis l'Élancèze.